# Antuérpia
Antuérpia (em neerlandês e alemão: Antwerpen; em francês: Anvers) é a maior cidade da região da Flandres na Bélgica, com uma população total de 1.061.089 (estimativa para 2024). É conhecida como centro mundial de lapidação de diamantes e por seu porto, um dos maiores do mundo, localizado nas margens do rio Escalda. Sua área total é de 204,51 km², dando uma densidade populacional de 5.188 habitantes por km². A área metropolitana, incluindo a zona exterior suburbana, cobre uma área de 1 449 km² e uma população acima dos 1,2 milhão de habitantes em 2024. Os habitantes de Antuérpia são localmente apelidado Sinjoren, após o título honorífico espanhol señor. Refere-se aos nobres líderes espanhóis que governaram a cidade durante o século XVII.
Antuérpia é também um município, localizado no distrito de Antuérpia, província de Antuérpia, região da Flandres.
O facto de ser considerado o centro mundial do diamante deve-se a que nessa cidade são negociados 80% dos diamantes brutos e 50% dos diamantes lapidados do mundo, e foi palco do assalto de diamantes em 2003. De acordo com dados divulgados pelo Alto Conselho para o Diamante (HRD) em 2004, foram exportados mais de 8 mil milhões de dólares norte-americanos. Ainda de acordo com o HRD, o sector do diamante em Antuérpia movimentou nesse ano 34 mil milhões de dólares, e representou perto de 7% das exportações da Bélgica.

## História

### Origem do nome
De acordo com o folclore, e como celebrada pela estátua em frente ao palácio municipal, a cidade tem o nome de uma lenda envolvendo um mítico gigante chamado Antigoon que morava perto do rio Escalda. Ele cobrou um preço daqueles que atravessassem o rio, e para aqueles que se recusaram, ele cortava uma de suas mãos e atirava-a ao rio Escalda. Eventualmente, o gigante foi morto por um jovem herói chamado Brabo, que cortou a própria mão do gigante e atirou-a ao rio. Daí o nome Antwerpen, do holandês hand é mão e werpen (= arremessar), que mudou para hoje urdidura.

### Idade Média
No decorrer do século XV, o seu porto adquiriu grande relevância no comércio internacional, com a pioneira fundação de primitiva "bolsa" na cidade, que rapidamente transformou Antuérpia num dos mais bem sucedidos centros comerciais e produtores do Velho Continente. Fortes tempestades e tsunamis na costa da Flandres ocorridas em 1375-76 e em 1406 acabaram por criar um porto de abrigo profundo permitindo a chegada de grandes navios. Os primeiros capitalistas de Antuérpia foram estrangeiros, muitos deles italianos que tinham fugido à violência em Bruges - ameaçada por tentativas de anexação pela França. Duas bolsas funcionavam na cidade, a de mercadorias e a de instrumentos financeiros, como as letras de câmbio, hipotecas e certificados de aforro, uma experiência que herdara e melhorara de Bruges. Era uma cidade cosmopolita, uma comuna livre ao final da Idade Média, uma cidade de igrejas e de congregações religiosas católicas, fortemente apoiadas pela população rica.
Quando os portugueses abriram a rota marítima para a Índia, Antuérpia se tornou um centro de comércio ainda mais proeminente, porque o rei de Portugal para lá enviava quase tudo que chegava a Lisboa, vindo da Ásia; as corporações da cidade compravam carregamentos inteiros que daí seguiam para o resto do mundo ofuscando o brilho comercial de Veneza. Transferiram dessa forma a feitoria que na Idade Média mantinham em Bruges. Este facto revelou-se da maior importância para a cidade. Com os portugueses, instalou-se igualmente forte colónia mercantil espanhola, passando os negócios das coroas ibéricas a fazer-se maioritariamente por aqui. Assim, ao longo do século XVI, Antuérpia tornou-se um centro da "economia do mundo". O volume de negócios financeiros era de tal monta que em 1519 a sucursal alemã a empresa Fugger emprestou mais de meio milhão de florins de ouro a Carlos V para patrocinar sua campanha a Imperador do Sacro Império Romano Germânico.
A prosperidade desta cidade prosseguiu ao longo desse século, atraindo assim inúmeros judeus, expulsos de Portugal, - na sequência da implementação de política antissemita desencadeada pelo governo português, - que buscavam nessa cidade livre grandes oportunidades de enriquecimento. Essa comunidade de exímios mercadores e artesãos enriqueceu o negócio da indústria dos diamantes e, consequentemente, a própria cidade, que passou a contar com a colaboração de artífices especializados no trato comercial.
Para além de ser um centro económico, Antuérpia era igualmente centro cultural e intelectual. Por exemplo, ali nasceu em 1599 o pintor Anthony van Dyck. No entanto, a sua pujança foi irremediavelmente abalada por problemas religiosos depois de 1567, data em que tropas espanholas saquearam a cidade. Antuérpia foi de novo atacada em 1584, sendo, dessa feita, forçada a render-se aos espanhóis em 1585.
No século XVII, mais precisamente em 1648, foi mais uma vez lesada na sequência da Guerra dos Trinta Anos. Em questão estava o Tratado de Paz de Vestfália, que determinou o encerramento do rio Escalda à navegação, o qual foi reaberto somente em 1795 pelos franceses.

## Monumentos

Grote Markt - Antwerpen - België

São muito característicos desta cidade os bulevares que vieram substituir as muralhas que circundavam Antuérpia. O interior do seu núcleo histórico guarda a Catedral de Notre Dame, igreja gótica dos séculos XIV e XV, que constitui o maior templo da Bélgica, com a sua flecha de quase 122 metros. Das obras de arte mais significativas desse templo, destacam-se várias pinturas de Petrus Paulus Rubens, artista que viveu a maior parte da sua vida nessa cidade.
Outros edifícios dignos de destaque são a Igreja de São Paulo - que contém obras de Caravaggio e de Van Dyck - e a Câmara(Prefeitura), ambos terminados no século XVI. As construções medievais estão ainda presentes no lugar do mercado público. Destacam-se também os Jardins Botânico e Zoológico e o Museu de Belas Artes, onde se encontram expostas algumas das obras-primas dos mestres flamengos, reconhecidos pela sua excelência na representação de pormenores pictóricos, como sejam as joias e os tecidos, que têm uma incrível semelhança com os objectos reais, para além da qualidade da cor exibida nos seus quadros.

## Esporte
Antuérpia realizou os Jogos Olímpicos de Verão de 1920, que foram os primeiros jogos após a Primeira Guerra Mundial e também os únicos a serem realizados na Bélgica. Os eventos de ciclismo de estrada tomaram parte nas ruas da cidade.

## Algumas pessoas famosas de Antuérpia
- Peter Paul Rubens, pintor
- Anthony Van Dyck, pintor
- Abraão Ortélius, geógrafo e cartógrafo
- Romelu Lukaku, jogador de futebol

## Cidades-irmãs
As seguintes cidades são cidades-irmãs de Antuérpia:
- Roterdã, Países Baixos
- Mulhouse, França
- São Petersburgo, Rússia
- Rostock, Alemanha
- Xangai, China
- Haifa, Israel
- Cidade do Cabo, África do Sul
- Barcelona, Espanha
- Ludwigshafen am Rhein, Alemanha
- Akhisar, Turquia
- Paramaribo, Suriname

### Parcerias
No contexto da cooperação para o desenvolvimento, Antuérpia é também ligada às cidades de:
- Paramaribo, Suriname
- Durban, África do Sul